# سيمكي (مقاطعة تشرام)
سيمكي (بالفارسية: سیمکی) هي قرية تقع في قسم تشرام الريفي (مقاطعة تشرام) في إيران.